# Пешек, Либор
Либор Пешек (чеш. Libor Pešek; 22 июня 1933[…], Прага, Чехословакия — 23 октября 2022[…], Прага, Чехия) — чешский дирижёр, Рыцарь-Командор ордена Британской империи.

## Биография
Родился в Праге. Обучался дирижированию, игре на фортепиано, виолончели, тромбоне в Академии музыкальных искусств у Вацлава Сметачека и Карела Анчерла. Работал в Пльзене и Пражской Опере, а с 1958 по 1964 год был основателем и руководителем Пражского камерного оркестра. В 1970-е годы руководил оркестрами в Пардубице, Леувардене и Энсхеде. Был главным дирижёром Словацкого филармонического оркестра в 1981—1982 годах. С 1982 по 1990 год был приглашённым дирижёром Чешского филармонического оркестра.
В Великобритании Пешек был главным дирижёром Королевского ливерпульского филармонического оркестра с 1987 по 1998 год, имел звание дирижёра-лауреата.
Пешек известен интерпретациями чешской музыки, например Йозефа Сука и Витезслава Новака. Его записи включают музыку Павла Йозефа Вейвановского.
В 1996 году награждён Орденом Британской империи. В 1997 году — чешской Медалью за заслуги первой степени.